# Landesgartenschau Norderstedt 2011
Die Landesgartenschau Norderstedt 2011 war die zweite Landesgartenschau des Landes Schleswig-Holstein und fand im Jahre 2011 in der Stadt Norderstedt statt.

## Geschichte
In Norderstedt hatten sich 2004 der Oberbürgermeister Hans-Joachim Grote und die CDU-Fraktion für die Gartenschau ausgesprochen. Grote hatte zuvor bereits die wirtschaftliche Planung der Landesgartenschau Paderborn 1994 geleitet. Kritik an der Gartenschau kam in Norderstedt von Seiten der SPD, der Grünen (GALiN) und des Naturschutzbundes Deutschland (NABU). Die Durchführung einer Landesgartenschau war von der Stadtvertretung Norderstedt am 28. September 2004 beschlossen worden. Daraufhin bewarb sich die Stadt erfolgreich beim Land für die Durchführung der Gartenschau. Die Gartenschau wurde 2011 von der neugegründeten Stadtpark Norderstedt GmbH durchgeführt.

## Gelände

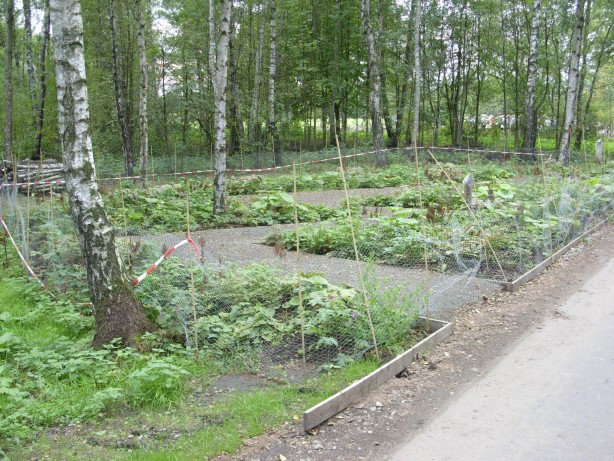
Staudenlichtung im Waldpark während der Bauarbeiten (2010)

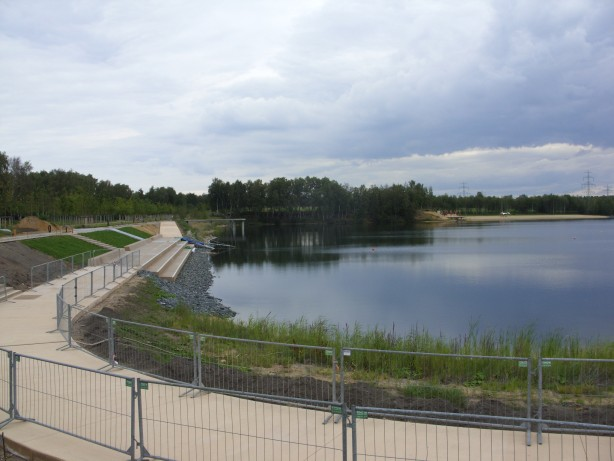
Seepromenade während der Bauarbeiten (2010)

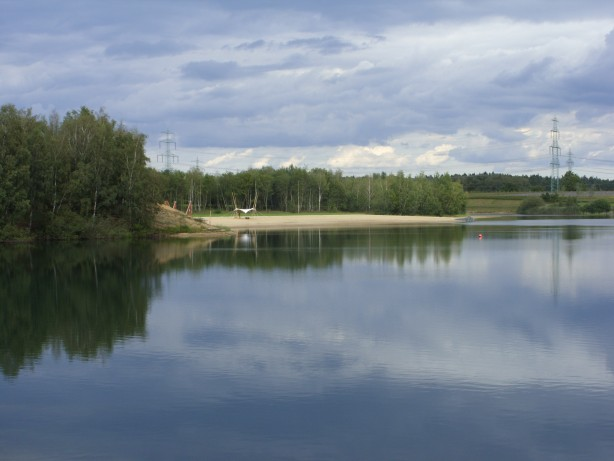
Strandbad

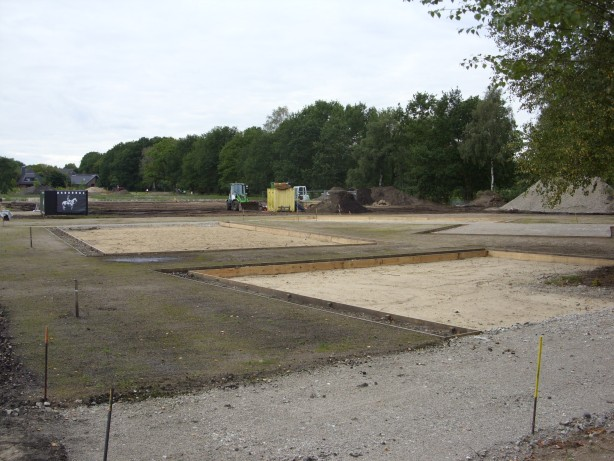
Themengärten im Feldpark während der Bauarbeiten (2010)

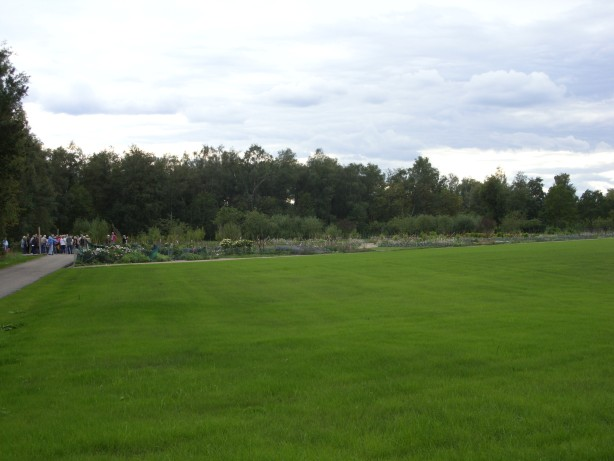
Blumenfelder im Feldpark während der Bauarbeiten (2010)

Für die Gartenschau wurden im bestehenden Stadtpark des Stadtteiles Harksheide im Nordosten von Norderstedt drei verschiedene neue Parks angelegt:
- ein Waldpark auf 25 Hektar,
- ein Seepark auf 39 Hektar, davon 25 Hektar Wasserfläche
- und ein Feldpark auf 8 Hektar.

Für die Gartenschau wurden knapp 200.000 Blumenzwiebeln, 40.000 Stauden, 1.300 Rosen, 121.000 Setzlinge und 200 große Bäume gepflanzt. Die Parks, entworfen von der Berliner Landschaftsarchitektin Gabriele G. Kiefer, verfügen über ein Wegenetz von ca. zehn Kilometern Länge und fünf Spielplätze.

### Waldpark
Im Waldpark im Norden befinden sich renaturierte Heide- und Torfstichflächen. Der Baumbestand besteht vor allem aus Birken und Eichen. Dazwischen wurden als Staudenlichtung bezeichnete inselartige Blumenpflanzungen angelegt, die sich thematisch auf Fabelwesen beziehen. Weiterhin gibt es ein sogenanntes „Grünes Klassenzimmer“ und eine Waldbühne in Form eines Amphitheaters, die je nach Bestuhlung Platz für 700 bis 1000 Zuschauer bietet. Auf ihr fanden während der Gartenschau verschiedene Programmteile statt.

### Seepark
Der Seepark wurde im Osten des Stadtparks rund um zwei ehemalige Kiesgruben mit bis zu 11 Metern Tiefe angelegt. Ein trennender Damm zwischen den Gruben wurde im Jahr 2009 nach längeren Diskussionen gegen Bedenken von Naturschützern abgetragen, um die Anlage eines großen Naturbades zu ermöglichen, sodass eine zusammenhängende Wasserfläche entstand. Ein Weg führt um den See herum. Ein Großteil der neuen Bäume der Gartenschau wurden im Seepark gepflanzt.

#### Promenade
Für die Besucher wurde am Westufer eine Seepromenade mit 200 neuen Birken, Kiefern und Eichen angelegt. Am See befinden sich große Sitzstufen aus Beton. Entlang der Promenade wurden große „Pflanzkästen“ mit vielfältigen Gärten angelegt. Für Kinder ist zudem ein Wasserspielplatz vorhanden. Über den Zeitraum der Gartenschau hatte am See eine Gastwirtschaft geöffnet. Die dauerhafte Ansiedlung eines Gastronomiebetriebes ist dagegen bisher gescheitert. In der Nähe der Promenade befindet sich auch die Waldbühne.

#### Rundweg
Der Rundweg ist ca. 2,5 Kilometer lang. Er ist zweigeteilt: auf der Innenseite besteht er aus einem ca. 110 cm breiten Betonweg, der mit Besenstrich in Querrichtung aufgeraut ist, und auf der Außenseite aus einem Kiesweg mit wassergebundener Decke. An der Außenseite des Weges befinden sich dimm- und färbbare LED-Lichter im Abstand von ca. 10 m.
Im Süden führt der Weg über einen 130 Meter langen, 310 cm breiten Brückensteg aus Fertigbetonteilen, der auf 26 Pfeilern im See ruht. In der Nähe des Brückenstegs befindet sich ein Klettergerüst als Kinderspielplatz.
Ebenfalls im Süden befinden sich am Rand des Weges noch zwölf massive Betonwiderlager aus der Zeit des Nationalsozialismus, die der Wehrmacht als Widerlager für Geschütze bei der Nutzung des Geländes als Truppenübungsplatz gedient hatten. Im Osten verläuft der Rundweg parallel zur Schleswig-Holstein-Straße. Er steigt dort auf zu einer kleinen Anhöhe, auf der u. a. drei große Schaukeln mit Blick über den See errichtet wurden. Im Norden des Sees befindet sich das Strandbad.

#### Strandbad
Für das Strandbad steht eine Schwimmfläche von 25 000 m² zur Verfügung. Am Ufer wurde eine Strandfläche von ca. 4 000 m² aufgeschüttet. Auch im See ist Sand aufgeschwemmt worden, um das Baden in einem flachen Uferbereich zu ermöglichen. Am Strandbad stehen Umkleidekabinen zur Verfügung. Während der Ausstellung wurde zudem ein Cafébetrieb eingerichtet. Für die Besucher der Ausstellung 2011 war das Baden kostenlos, für die Folgejahre folgte die Umstellung auf einen kostenpflichtigen Badebetrieb. An den anderen Uferbereichen des Sees wurde teilweise Schilfgras angepflanzt, auch weil dort nicht gebadet werden soll.

### Feldpark
Der Feldpark befindet sich im Südwesten des Stadtparks. Neben dem bereits bestehenden Norderstedter Arboretum wurde im Frühjahr 2009 ein Obstbaumarboretum mit 52 Bäumen neu angepflanzt, die zu 32 einheimischen Apfel-, Birn-, Kirsch- und Pflaumenbaumsorten gehören. Sie sollten ab 2011 Früchte tragen. Zusätzlich zu einheimischen Birkenbeständen wurden exotische Birkenarten gepflanzt. Für die Gartenschau wurden mehr als zehn thematische Sortimentsgärten mit vielfältigen Blumensorten angelegt. Einige der Gärten stehen unter dem Motto „Film ab!“ und versinnbildlichen verschiedene Filmklassiker. Andere Themen sind die Geschichte der Kleingärten, Blumenmeere und die Grabgestaltung der Weltreligionen.

## Maskottchen

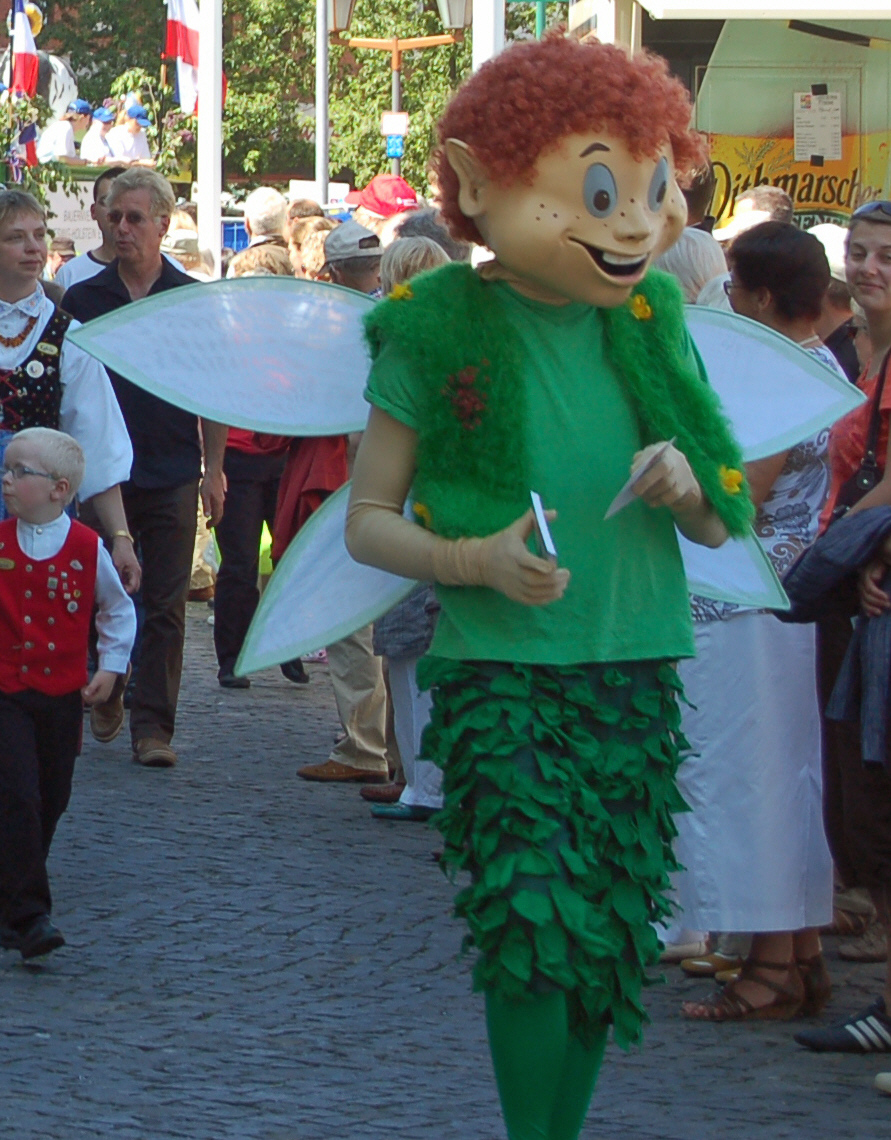
Maskottchen „Birk“

In einem vom Förderverein Landesgartenschau Norderstedt 2011 durchgeführten Wettbewerb wurden drei Figuren als Maskottchen gewählt: „Birk“, „Lilly“ und „Fleur“. Sie stellen Elfen dar und stehen für je einen der drei Parks. Die prämierten Ideen und Zeichnungen waren von drei Schülerinnen und einer dreiköpfigen Familie eingereicht worden.

## Finanzierung
Vorgesehen waren Investitionen in Höhe von 12,5 Mio. Euro und Veranstaltungskosten in Höhe von 8 Mio. Euro über einen Zeitraum von fünf Haushaltsjahren. Demgegenüber erwarteten die Planer, dass jeder Besucher der Gartenschau durchschnittlich ca. 30 € in Norderstedt ausgeben würde. Zur Unterstützung war ein Förderverein Landesgartenschau 2011 gegründet worden.

## Sperrungen
Für die Zeit des Umbaus war ein großer Teil des Stadtparks ab dem 26. Oktober 2009 für Benutzer geschlossen. Die betroffenen Teile des Parks wurden eingezäunt und überwacht. Bis September 2010 wurden an jedem ersten Freitag eines Monats Führungen über das Gelände angeboten.

## Kritik
Am Standort ist kritisiert worden, dass es sich um einen bestehenden Park handelte, der zum großen Teil unter Naturschutz stehe und daher nicht landschaftsplanerisch verändert werden dürfe. Im Jahre 2004 war auch noch die Einbeziehung des, getrennt durch die Schleswig-Holstein-Straße, östlich des Harksheider Stadtparks auf Hamburger Stadtgebiet gelegenen Glasmoors in die Planung der Gartenschau vorgesehen. Der Norderstedter NABU wandte sich gegen diese Standorte und forderte die Erhaltung von Moor, Heide und Birkenwäldern in ihrem ursprünglichen Zustand. Die GALiN sprach sich für einen zentralen Standort im Ortsteil Garstedt aus.
Kritisiert wurden zudem die Höhe der Investitions- und Veranstaltungskosten bei fehlender finanzieller Unterstützung des Landes. Zweifel wurden geäußert an der wirtschaftlichen Tragfähigkeit der Gartenschau für die Stadt, sowie an einer Förderung des Tourismus für Norderstedt, wie sie in der Ausschreibung der Landesregierung für Gartenschauen vorgesehenen war.
Im Jahre 2004 wurde die Veranstaltung von den Befürwortern bereits für die Jahre 2007 oder 2008 avisiert, was als ein zu enger Zeitrahmen für eine ausreichende Information und Beteiligung der Bürger kritisiert wurde. Zudem wurde 2004 das Fehlen von Plänen für eine nachhaltige Entwicklung der Stadt durch die Gartenschau bemängelt.
Auf ökologische Kritik stieß der Bau des großen Naturbades. Es wurde ein breiter Strand gebaut mit einer für Kleinkinder geeigneten Flachwasserzone, wofür der kleinere, nördlich gelegene der beiden Kiesseen zum Teil zugeschüttet und der Damm zwischen den Seen abgerissen wurde. Laut NABU wurde durch die Zuschüttung des kleinen Sees ein bedeutendes Amphibiengewässer und durch die Entfernung des Dammes ein wichtiges Siedlungs- und Jagdgebiet von Fledermäusen zerstört. Bis zum Mai 2009 hatte die Stadtvertretung von diesem Plan Abstand genommen und stattdessen ein kleineres Bad mit einem schmaleren Strand und Erhaltung des kleinen Sees bevorzugt. Nach einer Änderung der Mehrheitsverhältnisse in der Stadtvertretung infolge eines Fraktionsübertrittes wurde allerdings der Bau eines großen Strandbades möglich.

## Kulturzentrum „Kulturwerk am See“
Zeitgleich mit dem Aufbau der Gartenschau wurde im Auftrag der Stadt Norderstedt die Industrieruine des ehemaligen Potenbergwerks entkernt und in ein Kunst- und Kulturzentrum, das „Kulturwerk am See“, umgebaut. Es wurde im Frühjahr 2012 als neues kulturelles Veranstaltungszentrum Norderstedts eröffnet. Während der Gartenschau diente das spätere Foyer des „Kulturwerks am See“ als Haupteingang zum Gartenschaugelände; die Säle beherbergten die zwölf Blumenschauen („BlütenSpiele“).

## Nachnutzung

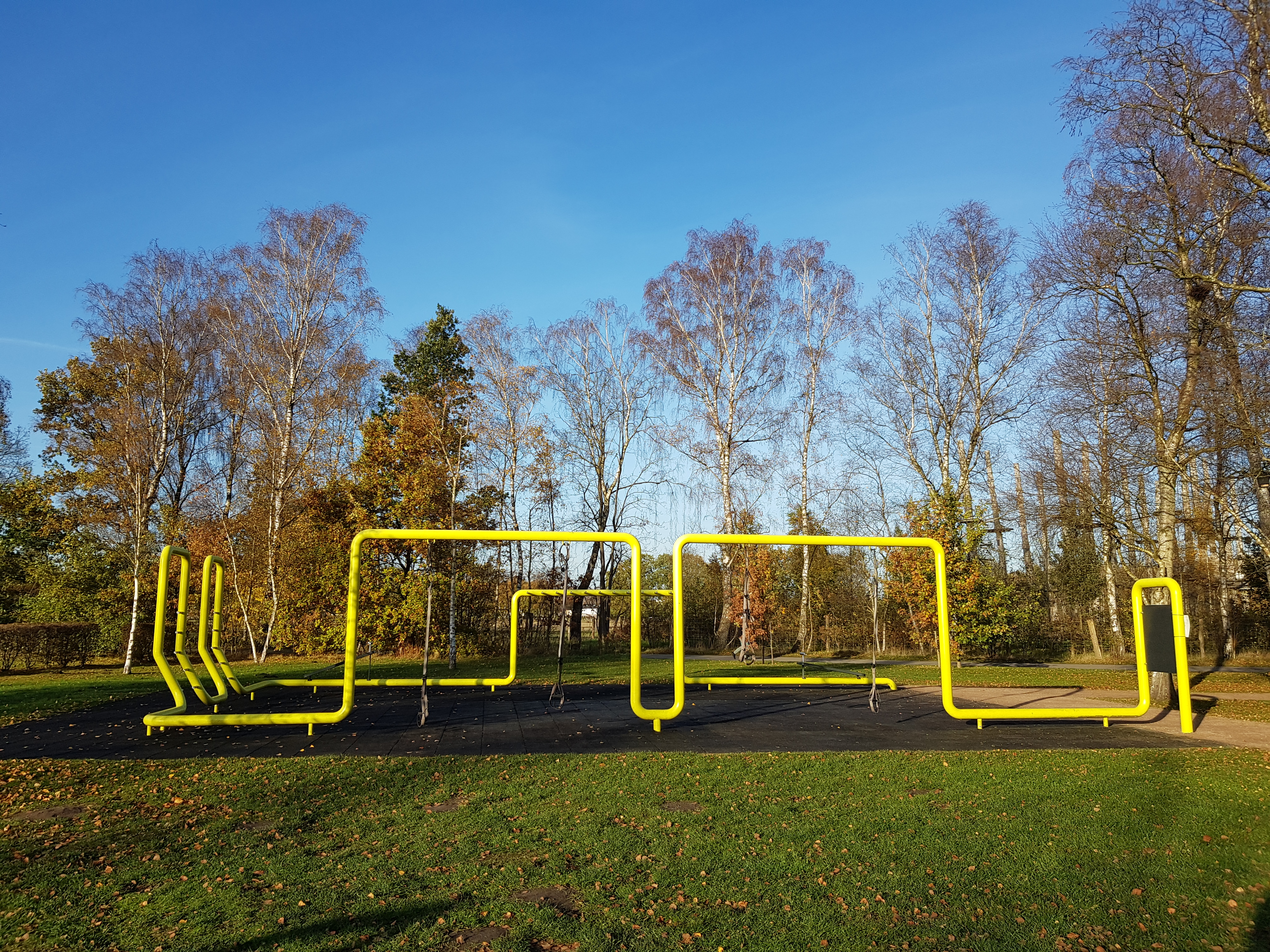
Das Fitnessfeld befindet sich im Feldpark des Stadtparks Norderstedt

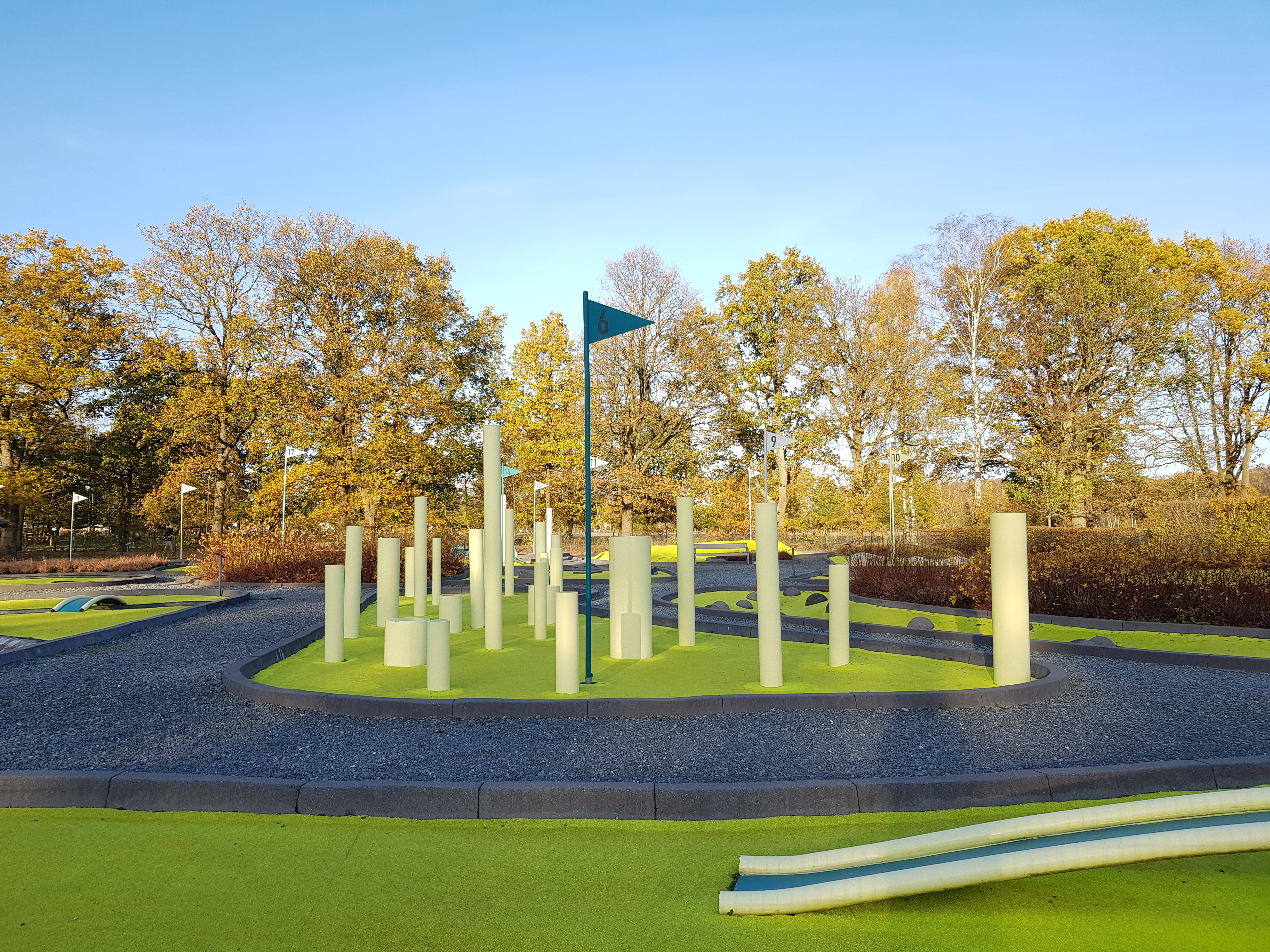
Adventure-Golf-Anlage im Stadtpark Norderstedt

Nach dem Ende der Landesgartenschau in Norderstedt wurde das Gelände zum Stadtpark Norderstedt umgestaltet. Das Parkgelände blieb dafür erhalten, ebenso wie das Strandbad. Weiterhin wurde auf dem See eine Wasserskianlage errichtet. Im Stadtpark befindet sich ebenfalls seit 2016 der Hochseilgarten Norderstedt und im angrenzenden Feldpark wurde zudem eine neue Adventure-Golf-Anlage eröffnet. 
Des Weiteren gibt es im Feldpark auch ein Fitnessfeld, welches für Besucher des Stadtparks das ganze Jahr über frei zugänglich ist und abwechslungsreiche Outdoor-Fitnessgeräte bietet. 
Das als „Blütenwerk“ für die Blumenschauen genutzte ehemalige Kalksandsteinwerk steht als Kulturzentrum „Kulturwerk am See“ für Veranstaltungen zur Verfügung. Für Veranstaltungen kann u. a. auch die Waldbühne genutzt werden.